# Parti socialiste de Castille-La Manche-PSOE
Le Parti socialiste de Castille-La Manche-PSOE (en espagnol : Partido Socialista de Castilla-La Mancha-PSOE, PSCM-PSOE) est la fédération territoriale du Parti socialiste ouvrier espagnol (PSOE) en Castille-La Manche.
Il est au pouvoir dans la communauté autonome entre 1983 et 2011, sous les présidences de José Bono puis José María Barreda, remportant systématiquement la majorité absolue aux Cortes. Renvoyé dans l'opposition, il retrouve le gouvernement en 2015 avec Emiliano García-Page, qui reconquiert la majorité absolue en 2019.

## Secrétaires généraux
| Titulaire                  | Dates                                                         | Fonction |
| -------------------------- | ------------------------------------------------------------- | --- |
| José María Gómez           | 10 janvier 1982 – 19 septembre 1983 (1 an, 8 mois et 9 jours) | |
| Miguel Ángel Martínez      | 19 septembre 1983 – 30 avril 1988 (4 ans, 7 mois et 11 jours) | Vice-président du Parlement européen (2007-2014)                                                                                  |
| José Bono                  | 30 avril 1988 – 2 décembre 1990 (2 ans, 7 mois et 2 jours)    | Président de la Junte des communautés (1983-2004) Ministre de la Défense (2004-2006) Président du Congrès des députés (2008-2011) |
| Juan Pedro Hernández Moltó | 2 décembre 1990 – 27 juin 1997 (6 ans, 6 mois et 25 jours)    | |
| José María Barreda         | 27 juin 1997 – 25 février 2012 (14 ans, 7 mois et 29 jours)   | Président des Cortes (1991-1997) Président de la Junte des communautés (2004-2011)                                                |
| Emiliano García-Page       | Depuis le 25 février 2012 (13 ans et 17 jours)                | Maire de Tolède (2007-2015) Président de la Junte des communautés (depuis 2015)                                                   |

## Résultats électoraux

### Cortes de Castille-La Manche
| Année | Chef de file         | Voix    | %        | #      | Sièges  | Gouvernement                               |
| ----- | -------------------- | ------- | -------- | ------ | ------- | ------------------------------------------ |
| 1983  | José Bono            | 416 177 | 47,01    | 1er    | 23 / 44 | Bono I                                     |
| 1987  | José Bono            | 435 121 | 46,79 () | 1er () | 25 / 47 | Bono II                                    |
| 1991  | José Bono            | 489 876 | 52,69 () | 1er () | 27 / 47 | Bono III                                   |
| 1995  | José Bono            | 483 888 | 46,18 () | 1er () | 24 / 47 | Bono IV                                    |
| 1999  | José Bono            | 561 332 | 54,19 () | 1er () | 26 / 47 | Bono V                                     |
| 2003  | José Bono            | 634 132 | 58,61 () | 1er () | 29 / 47 | Bono VI (2003-2004), Barreda I (2004-2007) |
| 2007  | José María Barreda   | 572 849 | 52,63 () | 1er () | 26 / 47 | Barreda II                                 |
| 2011  | José María Barreda   | 509 738 | 44,14 () | 2e ()  | 24 / 49 | Opposition                                 |
| 2015  | Emiliano García-Page | 398 104 | 36,75 () | 2e ()  | 15 / 33 | García-Page I                              |
| 2019  | Emiliano García-Page | 476 469 | 44,10 () | 1er () | 19 / 33 | García-Page II                             |
| 2023  | Emiliano García-Page | 490 288 | 45,04 () | 1er () | 17 / 33 | García-Page III                            |

### Cortes Generales
| Année   | Chef de file                 | Congrès des députés | Congrès des députés | Congrès des députés | Congrès des députés | Sénat   | Gouvernement                                  |
| Année   | Chef de file                 | Voix                | %                   | #                   | Sièges              | Sénat   | Gouvernement                                  |
| ------- | ---------------------------- | ------------------- | ------------------- | ------------------- | ------------------- | ------- | --------------------------------------------- |
| 1977    | Felipe González              | 265 486             | 29,88               | 2e                  | 8 / 21              | 7 / 20  | Opposition                                    |
| 1979    | Felipe González              | 303 558             | 34,62 ()            | 2e ()               | 8 / 21              | 7 / 20  | Opposition                                    |
| 1982    | Felipe González              | 486 553             | 49,43 ()            | 1er ()              | 13 / 21             | 15 / 20 | González I                                    |
| 1986    | Felipe González              | 457 573             | 48,09 ()            | 1er ()              | 12 / 20             | 13 / 20 | González II                                   |
| 1989    | Felipe González              | 466 964             | 48,26 ()            | 1er ()              | 12 / 20             | 13 / 20 | González III                                  |
| 1993    | Felipe González              | 487 810             | 45,66 ()            | 1er ()              | 10 / 20             | 11 / 20 | González IV                                   |
| 1996    | Felipe González              | 483 251             | 42,62 ()            | 2e ()               | 9 / 20              | 7 / 20  | Opposition                                    |
| 2000    | Joaquín Almunia              | 438 630             | 41,33 ()            | 2e ()               | 8 / 20              | 5 / 20  | Opposition                                    |
| 2004    | José Luis Rodríguez Zapatero | 537 405             | 47,27 ()            | 2e ()               | 9 / 20              | 8 / 20  | Zapatero I                                    |
| 2008    | José Luis Rodríguez Zapatero | 538 402             | 44,51 ()            | 2e ()               | 9 / 21              | 6 / 20  | Zapatero II                                   |
| 2011    | Alfredo Pérez Rubalcaba      | 355 806             | 30,73 ()            | 2e ()               | 7 / 21              | 5 / 20  | Opposition                                    |
| 2015    | Pedro Sánchez                | 331 856             | 28,56 ()            | 2e ()               | 7 / 21              | 5 / 20  | Opposition                                    |
| 2016    | Pedro Sánchez                | 303 786             | 27,28 ()            | 2e ()               | 7 / 21              | 5 / 20  | Opposition (2016-2018), Sánchez I (2018-2019) |
| 04/2019 | Pedro Sánchez                | 384 461             | 32,61 ()            | 1er ()              | 9 / 21              | 15 / 20 | Sánchez I                                     |
| 11/2019 | Pedro Sánchez                | 360 013             | 33,38 ()            | 1er ()              | 9 / 21              | 11 / 20 | Sánchez II                                    |
| 2023    | Pedro Sánchez                | 391 503             | 34,16 ()            | 2e ()               | 8 / 21              | 5 / 20  | Sánchez III                                   |